# Euschmidtia tangana
Euschmidtia tangana är en insektsart som beskrevs av Marius Descamps 1964. Euschmidtia tangana ingår i släktet Euschmidtia och familjen Euschmidtiidae. Inga underarter finns listade i Catalogue of Life.